# Anabathmis hartlaubii
Anabathmis hartlaubii е вид птица от семейство Nectariniidae.

## Разпространение
Видът е разпространен в Сао Томе и Принсипи.